# Dracma
La dracma (en grec modern δραχμή, drakhmí; en plural δραχμές, drakhmés, o δραχμαί, drakhmé, fins a 1980) és el nom d'una antiga unitat monetària i de pes de moltes ciutats i territoris de l'antiga Grècia i d'alguns regnes de l'Orient Pròxim durant l'època hel·lenística, i també la moneda de la Grècia moderna, introduïda el 1832 i substituïda per l'euro el 2001 a efectes legals, i definitivament el 2002, a raó de 340,750 dracmes per euro.

## Les antigues dracmes
La dracma fou una antiga moneda i unitat de pes grega equivalent a 4,578 grams com a unitat de pes i 4,36 grams com a moneda d'or o argent, segons l'estàndard atenès o àtic, pes que variava segons les diferents seques. Al segle ii aC el pes de la moneda d'argent es va reduir a 4,20 grams. 138 dracmes eren equivalents a 1 mna comercial (diferent del mna ordinari), però avançat el segle ii aC es va establir una paritat de 150 dracmes. Sota l'Imperi Romà fou la moneda de la part oriental, on una dracma era equivalent a 1 denari. La dracma es dividia en 6 òbols.
Dues dracmes eren 1 didracma, que equivalia al sicle babilònic, mentre que 20 dracmes equivalien a un deben egipci.

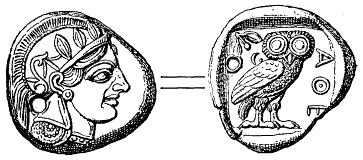
Tetradracma d'Atenes del 490 aC

La tetradracma atenesa del segle v aC (és a dir, les "quatre dracmes") fou la moneda d'ús més habitual al món grec fins a Alexandre el Gran. Hi figurava el perfil d'Atena amb el casc a l'anvers i un mussol al revers, d'aquí que les tetradracmes s'anomenessin popularment glàukai (γλαῦκαι), és a dir "mussols". El revers d'aquesta moneda és representat avui dia a la moneda grega d'1 euro.
| Denominacions de les dracmes d'argent | Denominacions de les dracmes d'argent | Denominacions de les dracmes d'argent | Denominacions de les dracmes d'argent | Denominacions de les dracmes d'argent   |
| Imatge                                | Denominació                           | Valor                                 | Pes                                   | Grec                                    |
| ------------------------------------- | ------------------------------------- | ------------------------------------- | ------------------------------------- | --------------------------------------- |
|                                       | Decadracma                            | 10 dracmes                            | 43 grams                              | Δεκάδραχμον                             |
|                                       | Tetradracma                           | 4 dracmes                             | 17,2 grams                            | Τετράδραχμον                            |
|                                       | Didracma                              | 2 dracmes                             | 8,6 grams                             | Δίδραχμον                               |
|                                       | Dracma                                | 6 òbols                               | 4,3 grams                             | Δραχμή                                  |
|                                       | Tetròbol                              | 4 òbols                               | 2,85 grams                            | Τετρώβολον                              |
|                                       | Triòbol (hemidracma)                  | 3 òbols (1⁄2 dracma)                  | 2,15 grams                            | Τριώβολον (ἡμίδραχμον)                  |
|                                       | Diòbol                                | 2 òbols                               | 1,43 grams                            | Διώβολον                                |
|                                       | Òbol                                  | 4 tetartemòria (1⁄6 dracma)           | 0,72 grams                            | Ὀβολός (ὀβελός)                         |
|                                       | Tritartemòrion                        | 3 tetartemòria                        | 0,54 grams                            | Τριταρτημόριον (τριτημόριον)            |
|                                       | Hemiòbol                              | 2 tetartemòria (1⁄2 òbol)             | 0,36 grams                            | Ἡμιωβέλιον (ἡμιωβόλιον)                 |
|                                       | Trihemitetartemòrion                  | 3⁄2 tetartemòrion                     | 0,27 grams                            | Τριημιτεταρτημόριον                     |
|                                       | Tetartemòrion                         | 1⁄4 òbol                              | 0,18 grams                            | Τεταρτημόριον (ταρτημόριον, ταρτήμορον) |
|                                       | Hemitetartemòrion                     | 1⁄2 tetartemòrion                     | 0,09 grams                            | Ἡμιτεταρτημόριον                        |

Arran de les conquestes d'Alexandre el Gran, les monedes anomenades dracmes foren utilitzades en molts dels regnes hel·lenístics de l'Orient Mitjà, incloent-hi el regne ptolemaic d'Alexandria. La moneda àrab anomenada dírham (en àrab درهم), coneguda ja en època preislàmica, va heretar el nom de la dracma; el dírham és encara el nom de la moneda oficial del Marroc i dels Emirats Àrabs Units. El nom de la moneda armènia, el dram, també deriva de la dracma.

## Les dracmes modernes

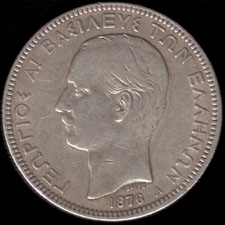
5 dracmes de 1874 amb l'efígie de Jordi I

La dracma va reaparèixer el 1832, poc després de l'establiment del modern estat grec. Va substituir el fènix en termes paritaris. El 1868, Grècia va entrar a la Unió Monetària Llatina i la dracma va passar a equivaler, en pes i vàlua, al franc francès. Durant l'ocupació alemanya de Grècia (1941-1944), una hiperinflació catastròfica i l'espoli nazi del Tresor grec van fer de la dracma una moneda pràcticament sense cap valor real; el 1944, amb la reforma monetària, es va decidir un canvi de 50.000.000.000 de les antigues dracmes per una de nova. La nova moneda, però, es va devaluar de seguida, i el 1953 es va produir una altra reforma monetària, en què la nova dracma equivalia a 1.000 de les antigues.
La dracma es dividia en 100 leptà (Λεπτά), plural de leptó (Λεπτό). El codi ISO 4217 era GRD i s'abreujava Δρ. (o Dr. fora de Grècia). Era controlada i emesa pel Banc de Grècia (Τράπεζα της Ελλάδος, Tràpeza tis Ellados).
A l'època del canvi a l'euro, el 2002, en circulaven monedes d'1, 2, 5, 10, 20, 50, 100 i 500 dracmes, i bitllets de 100, 200, 500, 1.000, 5.000 i 10.000 dracmes. La moneda fraccionària ja havia desaparegut de la circulació feia temps.